# Dagda (Letònia)
Dagda (alemany: Dagden) és un poble del municipi Dagda a Letònia (del que n'és el centre administratiu), prop de la frontera amb Belarús.